# Márkcsemernye
Márkcsemernye (szlovákul: Pusté Čemerné) község Szlovákiában, a Kassai kerület Nagymihályi járásában.

## Fekvése
Nagymihálytól 14 km-re északra, a Kelet-Szlovákiai Alföldön fekszik.

## Története
Az itt talált régészeti leletek arra utalnak, hogy területén már az újkőkorban éltek emberek.
A települést 1254-ben „Chemernye” néven említik először, de valószínűsítik, hogy már sokkal előbb, a 11. században is létezett. Különböző nemesek birtoka volt. Szent Erzsébet tiszteletére szentelt egyházát 1332-ben a pápai tizedjegyzék említi. A kezdeti Csemernye nevet 1473-ban váltja először a Márk-Csemernye megnevezés.
1600-ban nemesi kúria, templom, plébánia és iskola, valamint 13 adózó porta volt a faluban. A 16.–17. században a közepes nagyságú falvak közé számított, majd lakossága megfogyatkozott. A század végére már jelentéktelen falu volt és maradt a 18. században is. A 18. század végén felépült Szent Miklós temploma.
A 18. század végén Vályi András így ír róla: „Mark Csemernye. Tót falu Zemplén Vármegyében, földes Urai Gróf Sztáray, és Okolitsányi Uraságok, fekszik Örmezőnek szomszédságában, mellynek filiája, lakosai katolikusok, tulajdonságaira nézve lásd Lesznát, mellyhez hasonló, mind a’ kettő második Osztálybéli.”
Fényes Elek 1851-ben kiadott geográfiai szótárában így ír a faluról: „Márk-Csemernye, tót-orosz falu, Zemplén vgyében, 500 r., 374 g. kath., lak. Gör. kath. templom. Ut. p. Nagy-Mihály.”
1866-ban a Szirmay család volt a birtokosa.
Borovszky Samu monográfiasorozatának Zemplén vármegyét tárgyaló része szerint: „Márkcsemernye, laborczvölgyi tót kisközség. Van 66 háza és 336, nagyobbára gör. kath. vallású lakosa. Postája, távírója és vasúti állomása Őrmező. Már 1254-ben szerepel, a mikor IV. Béla Cemerna földjét más földekért Nata fia Gergelynek adományozza. Márk előneve már a XIV. század elején fölmerül, s előfordul 1429-ben is, a mikor még csak puszta, Márktelke néven is. 1473-ban a Nátafalussiak Mátyás királytól új adományt kapnak itteni birtokukra. 1519-ben Komoróczi Andrást, 1589-ban Banchy Jánost, 1591-ben a Németlipcsei Berger családot, Olchváry Klárát és Katát is némely részeibe iktatják. Az 1598-iki összeírásban 10 birtokosa van felsorolva, ú. m. Beniczky Márton, Szent-Ivány Zsigmond, Soós Ferencz, Soós Albert özvegye, Losonczy András, Horváth László, Eödönffy Kristóf, Paczoth Ferencz, Balázs deák özvegye és Sztankóczy János. 1747-ben Dravetzky Lászlót, 1755-ben pedig Sztáray Imrét is némely részbirtokokba iktatják. Idővel még az Okolicsányiak, Szirmayak, majd a gróf Széchenyiek is a földesurai. Most nincs nagyobb birtokosa. A falu gör. kath. templomának építési ideje ismeretlen.”
1920-ig Zemplén vármegye Nagymihályi járásához tartozott.

## Népessége
| Év:            | 1994. | 2004.   | 2014.   | 2024.   |
| -------------- | ----- | ------- | ------- | ------- |
| Emberek száma: | 374   | 372     | 352     | 374     |
| Eltérés:       |       | -0,53 % | -5,37 % | +6,25 % |

| Év:            | 2023. | 2024.   |
| -------------- | ----- | ------- |
| Emberek száma: | 364   | 374     |
| Eltérés:       |       | +2,74 % |

1910-ben 339, túlnyomórészt szlovák anyanyelvű lakosa volt.
2001-ben 371 lakosából 369 szlovák volt.
2011-ben 348 lakosából 337 szlovák volt.

## Nevezetességei
- Szent Miklós tiszteletére szentelt, görögkatolikus temploma barokk-klasszicista stílusú.
- A Szent Kassai vértanúk tiszteletére szentelt, római katolikus temploma.